# 鸿蒙
鸿蒙，也作鸿濛，是古代中國人的世界觀。古代的中國人认为在天地开辟（形成）之前是一团混沌的元气，这种自然的元气叫做鸿蒙。